# غيليس باك
غيليس باك (بالفرنسية: Gilles Buck)‏ هو متسابق يخت فرنسي، ولد في 1 مارس 1935.

## وصلات خارجية
- غيليس باك على موقع أوليمبيديا (الإنجليزية)